# Spiel im Morgengrauen
Spiel im Morgengrauen ist eine Erzählung von Arthur Schnitzler. Sie erschien erstmals von Ende 1926 bis Anfang 1927 in der Berliner Ilustrirten Zeitung. Erzählt wird die Geschichte des jungen Leutnants Wilhelm Kasda, die innerhalb weniger Stunden in eine existenzielle Lebenskrise gerät. Ausgelöst wird das durch seine Neigung zum Glücksspiel sowie durch den ambivalenten Ehrbegriff seines Militärstandes.

## Inhaltsangabe
In 48 Stunden gerät das Leben des Infanterie-Leutnants mit Kasernendienst, Gelegenheitsliebschaften, Kasinoabenden mit Kollegen und „Hasardpartien“ am Spieltisch aus den Fugen.

### Sonntag
An einem schönen Frühlings-Sonntag will Wilhelm Kasda von Wien aus nach Baden fahren, in der „Stadt Wien“ oder bei der Familie Keßner zu Mittag essen und vielleicht Bekannte im Café treffen. Da meldet am frühen Morgen sein Bursche Joseph einen unerwarteten Besucher an (Kap. 1): Sein ehemaliger Dienstkamerad Oberleutnant Otto von Bogner bittet ihn dringend um 960 Gulden, die er aus der Firmenkasse entwendet hat und nun vor der drohenden Revision zurücklegen muss. Die Barschaft von Wilhelm besteht aber nur aus 120 Gulden. Auch alle Bekannten, die als Leihgeber in Frage kämen, wurden entweder schon gefragt oder hatten selbst kein Geld. Schließlich hat Wilhelm die Idee, das benötigte Geld beim Kartenspiel im Café Schopf zu gewinnen.
Kasda nimmt den Zug nach Baden und versucht seine privaten Interessen mit der Hilfe für Bogner zu verbinden. Zuerst besucht er die Familie Keßner in ihrem Landhaus und wird zum Mittagessen eingeladen (Kap. 2). Frau Keßner und ihre Tochter Emilie hat er im Fasching auf dem Industrieball kennengelernt und hofft auf ein Liebesabenteuer: am besten mit der durch ihre Ehe gebundenen Hausfrau, denn die Anbahnung einer Beziehung zur mit großer Mitgift ausgestatteten Tochter wäre eine langwierige Angelegenheit. Er muss sich aus dieser Gesellschaft verabschieden, um in der Angelegenheit Bogners aktiv zu werden, er plant jedoch nach seinem Spielgewinn zu den Damen und ihren inzwischen eingetroffenen weiblichen Gästen zurückzukehren. Im Café Schopf trifft er auf die Runde der Spieler (Kap. 3): Leutnant Greising, Theatersekretär Weiß, Oberleutnant Wimmer, Doktor Flegmann, der Schauspieler Elrief, Regimentsarzt Tugut. Das kapitalkräftige Schwergewicht der Gruppe ist der Geschäftsmann Schnabel, der den Titel „Konsul von Ecuador“ trägt. Nach einem großen Verlust versorgt er sich, ohne Gemütsregung, mit einem Griff in die Westentasche mit neuen Scheinen. Wilhelm spielt vorsichtig, hat Glück und es dauert nicht lange, bis er eine Summe von über tausend Gulden gewonnen hat. Damit ist seine Mission erfüllt und er kann seine privaten Interessen verfolgen. Er beendet das Spiel und geht zufrieden, mit in einer Konditorei gekauften zwei Tüten Bonbons, zur Villa Keßner (Kap. 4). Dort erfährt er jedoch, dass die Gesellschaft kurzentschlossen einen Ausflug ins Helenental unternommen hat. Er überlegt kurz, ihnen zu folgen, findet aber keine preisgünstige Kutsche, und so beschließt er, zum Café zurückzukehren. Er beteiligt sich wieder am Spiel und vergrößert nach anfänglichem Pech sein Vermögen auf über 2000 Gulden. Anschließend wird gemeinsam in der „Stadt Wien“ zu Abend gegessen und Kasda verabschiedet sich endlich, um den Zug um zehn Uhr vierzig nicht zu versäumen. Da erblickt er an einem Tisch die Familie Keßner und plaudert mit ihr einige Minuten. So verspätet er sich mit der vom Konsul für den Weg zum Bahnhof zur Verfügung gestellten Kutsche und verfehlt um eine Minute die Abfahrt des Zuges nach Wien (Kap. 5).
Er kehrt wieder ins Café zurück und beteiligt sich zum dritten Mal am Spiel (Kap. 6). Zu Beginn setzt er vorsichtig, gewinnt dann nochmals kräftig und findet sich schließlich im Besitz von 4200 Gulden. Als sich schon das Ende dieser Partie ankündigt, das auf halb drei angesetzt ist, packt ihn die Spielsucht und er riskiert immer mehr (Kap. 7). Konsul Schnabel legt eine Bank von 3000 Gulden auf, und Wilhelm spielt riskant und verliert nahezu sein gesamtes Vermögen. Die Umstehenden empfehlen ihm, das Spiel zu beenden, doch der Konsul animiert ihn, indem er ihm immer wieder Geld leiht. Kasda hört auf, die Tausenderscheine mitzuzählen und spielt vom Fieber gepackt in der Hoffnung weiter, sein Unglück in den letzten Minuten noch abzuwenden. Am Ende der Partie hat er 11000 Gulden Schulden. Schnabel rechnet ab und präsentiert ihm geschäftsmäßig kühl die Summe. Während die Mitspieler betreten schweigen, erklärt sich der Konsul bereit, die Rechnung für die gesamte Bewirtung zu übernehmen und bietet dem Leutnant an, mit ihm in seiner Kutsche nach Wien zu fahren (Kap. 8). Er spricht freundlich mit ihm und zeigt Verständnis für die Situation des Verlierers. Er selbst habe sie kennengelernt, allerdings nicht als Offizier, da er im Militärdienst nicht weit gekommen sei und auf Reisen ins Ausland gehen musste. Jedoch besteht er eiskalt auf der immerhin großzügig bis Dienstagmittag verlängerten Frist, bis zu der Kasda ihm die Ehrenschuld zurückbezahlen soll, ansonsten müsse er die Angelegenheit beim Regimentskommando melden und er verliere dann seinen Offiziersrang. Der Fiaker erreicht die Kaserne und der Konsul verabschiedet sich mit einer letzten Ermahnung, die Sache ernst zu nehmen.

### Montag
Wilhelm meldet sich am nächsten Tag krank, nachdem er seinem Burschen aufgetragen hat, Bogner seinen Misserfolg mitzuteilen (Kap. 9). Verzweifelt begibt er sich zu seinem Onkel Robert Wilram in der Hoffnung auf Hilfe (Kap. 10). Nach einigem vergeblichen Insistieren erfährt Willi, dass der Onkel seit zweieinhalb Jahren verheiratet ist und sein Vermögen wegen seiner Organisationsmängel seiner jungen Frau überschreiben musste. Sie hat seine Haushaltsführung und ihren Umgang miteinander streng geregelt und überwacht ihn. Seit dieser Zeit erhält Wilhelm nicht mehr die monatliche Zulage. Aus der Erzählung des Onkels erkennt er, dass die Tante das Blumenmädchen Leopoldine Lebus ist, das er vor etwa vier Jahren in einem Wirtshaus kennenlernte und mit dem er eine Nacht verbrachte. Seither hat er sie nicht mehr wiedergesehen und kann sich kaum an den „blonden Wuschelkopf“ erinnern. Er besorgt sich ihre Adresse und sucht sie auf (Kap. 11). Leopoldine ist jetzt eine würdige Geschäftsfrau mit strenger Frisur und Zwicker. Sie erkennt ihn sofort wieder und Willi trägt ihr seine Notsituation vor. Sie reagiert distanziert und zuerst ablehnend, ihr Kapital sei fest angelegt. Dann erklärt sie sich jedoch dazu bereit, mit ihrem Advokaten über Möglichkeiten zu sprechen. Sie werde ihm am Abend zwischen sieben und acht Bescheid geben lassen. Wilhelm schöpft wieder Hoffnung und speist mittags in einem vornehmen Hotelrestaurant (Kap. 12). Am Abend erscheint Leopoldine in einem Sommerkleid in seinem Kasernenzimmer (Kap. 13). Da sie nach höflicher Konversation vor ihrem angekündigten Abschied nicht auf das Geld zu sprechen kommt und Willi nicht wagt, sie danach zu fragen, überredet er sie zu einem gemeinsamen Essen in seinem Zimmer und daraus entwickelt sich eine gemeinsame Liebesnacht.

### Dienstag
Als Wilhelm am Morgen erwacht, gibt Leopoldine ihm 1000 Gulden Liebeslohn und erinnert ihn daran, dass er vor Jahren zehn Gulden auf ihrem Tisch zurückgelassen hat und sie dies als Demütigung empfand, weil sie ihn geliebt habe. Die erwarteten 11000 hat sie nicht mitgebracht. Kasda lässt seinen Burschen Joseph die 1000 Gulden zu Bogner bringen. (Kap. 14)
Drei Stunden später fragen der dankbare Bogner und der besorgte Regimentsarzt Tugut nach Wilhelm und sie finden ihn erschossen in seinem Zimmer. Wilhelms Onkel erscheint und will seinem Neffen ein von Leopoldine erhaltenes Kuvert mit den rettenden 11000 Gulden überreichen. Er beugt sich über den Toten und glaubt das Parfüm seiner Frau zu riechen. Der durch einen Blick auf die Abendessenreste verstärkte Verdacht verfliegt wieder, als Joseph ihm erklärt, der letzte Gast sei ein Kamerad gewesen. (Kap. 15)

## Interpretation

### Form
Die Erzählung Spiel im Morgengrauen ist chronologisch-linear aufgebaut und klar strukturiert. Sie spielt innerhalb von 48 Stunden. Beide Handlungskomplexe, Hasardspiel und erotisches Spiel, sind auf jeweils die Hälfte der Erzählung verteilt.
Die Handlung wird, abgesehen vom letzten Kapitel, in Personaler Form aus der Perspektive Kasdas erzählt. D. h. Kasda ist die Reflektorfigur des in Er-Form präsentierten Geschehens: Der Leser erlebt die anderen Personen nur in ihrem Verhalten und in ihren Gesprächsäußerungen, ergänzt durch Willis Wahrnehmungen, Gedanken und Reflexionen, teilweise in fließendem Übergang zum Inneren Monolog bzw., nach einer anderen Definition, zur Erlebten Rede: „In der mittleren Lade, zwischen den Taschentüchern, er wusste es, lag der Revolver. Ja, nun war es soweit: Geradeso weit wie der andere, der es vielleicht überstanden hatte. Oder wartete er noch auf ein Wunder? Nun immerhin, er, Willi, hatte das Seinige getan, und mehr als das.“ (Kap. 14)
Dem Handlungsablauf fehlt eine bewusste Zielsetzung. Die Handlungsanstöße der Hauptfigur ergeben sich aus der jeweiligen Situation. Das beginnt schon am Anfang der Erzählung, als durch die Begegnung mit Bogner Willis Alltag durch den Zufall bestimmt wird. Auch als sich Kasda zweimal aus dem Spiel im Café Schopf zurückziehen möchte, gerät er durch den Ausflug der Familie Keßner und dann durch das Versäumen des Zuges wieder an den Kartentisch zurück, obwohl er sein Ziel erreicht hatte und nichts mehr riskieren wollte. So entsteht ein Doppelcharakter, einerseits besitzt die Erzählung ein Erzählgefälle, welches die Hauptperson auf eine Katastrophe hintreiben lässt, andererseits kollidieren in der Handlung zufällige Überraschungen mit den aktuellen Situationen.

### Eros und Thanatos
Ein Grundthema in Schnitzlers Werken ist die Problematik „Eros [Liebe] und Thanatos [Tod]“ und bildet auch das Thema in der Novelle Spiel im Morgengrauen. Der Offizier Wilhelm existiert in einer Welt der Liebe und des Glücks. Schicksal wird hier identisch mit dem Glücksspiel, das man gewinnen und verlieren kann. Kasdas Leben hängt nur an den Möglichkeiten des Glücks, beim Kartentisch einige Gulden zu gewinnen, und an dem Streben nach erotischen Erfahrungen. So lautet die Volksweisheit: „Kein Glück in der Liebe – dann Glück im Spiel“ und umgekehrt. Sein Optimismus lässt sich immer auf solche Formeln zurückführen, manchmal artet der Gedanke des Zufalls aber auch aus – „Elf, zwölf – elf, zwölf – elf, zwölf (…) Zwölf, das klang vielleicht besser als elf, vielleicht brachte es ihm Glück…vielleicht geschah das Wunder – gerade wenn er zwölf verlangte.“ (S. 374*) Kasda meint in diesem Fall, als er überlegt, um wie viel er seinen Onkel bitten soll, sein Erfolg hänge einzig und allein von einer Zahl ab.
Wieder zuhause in seiner Kaserne angelangt, hat er einen Traum, der ihm das Spiel vermischt mit anderen Erlebnissen widerspiegelt. Einzelne Kartenszenen spielen sich in seinem Kopf ab. Die verschiedenen Karten nehmen Züge von Persönlichkeiten in seinem Leben an: „Pik-Neun – Pik-Zehn – Herz-Dame – verdammte Kanaille, dachte Willi. Denn die Herzdame war eigentlich das Fräulein Keßner.“ (S. 369*) Hier erkennt man die Wichtigkeit der Farben. Rot (Herz-Dame) steht für das weibliche Geschlecht, für die erotischen Abenteuer, die schwarze Kartenfarbe (Pik), als das Motiv des Hasardspiels. Auch hier wiederum sind Eros und Thanatos metaphorisch im Traum vereint. Da die erotische Farbe Rot allerdings auf das Fräulein Keßner bezogen ist, die eher unwichtig ist, muss man auf die tiefenpsychologische Traumdeutung Freuds zurückgreifen, die so genannte „Traumverdichtung“.

### Der Tod
Kasdas Tod beginnt eigentlich bereits an der Stelle, an der Bogner am Anfang erscheint. Er ist der todbringende Freund, der, mit seiner Bitte um freiwillige Hilfe, Kasdas Leben dem bekannten Schicksal überlässt. Die unterschwellige Warnung, die auch sogleich seine Todesnachricht sein soll, deutet darauf hin: „Es war vielleicht doch besser, dass ich nichts hab’ von mir hören und sehen lassen, und ganz bestimmt wär’s besser, wenn ich auch heut’ nicht hätt’ kommen müssen.“ (S. 325*) Bogner erscheint bei Wilhelm mit dieser Nachricht und durchbricht seinen gewohnten Alltag. Am Ende seines Lebens, nach dem Selbstmord, verschwindet er wieder unauffällig: „Er wartete im Toreingang, bis das Regiment vorbei war, dann schlich er, an die Wand gedrückt, davon.“ (S. 410*) Er erscheint hier als Unbekannter, der plötzlich aus dem Nichts kommt und nach erfüllter Tat wieder im Nichts verschwindet.

### Der Teufel
Während man Bogner als den Tod darstellen kann, kann der Konsul als Teufel gesehen werden. Dieser wird als geheimnisvoll und bedrohlich beschrieben. Er trägt schwarz: „Der Kellner hing dem Konsul den Mantel um, einen weiten, schwarzen, ärmellosen, mit Samtkragen versehenen Mantel...“ und wirkt mysteriös: „Man wußte von Konsul Schnabel nicht viel mehr, als daß er eben Konsul war, Konsul eines kleinen Freistaats in Südamerika...es [war] klar, daß man diesem Mann gegenüber mit Spott und Späßen in keiner Weise auf die Kosten kommen würde... und man entschloß sich...zu einem vorsichtigeren Benehmen ihm gegenüber“ Während die anderen also vorsichtig geworden sind, tappt der naive Willi in dessen Fallen und erkennt nicht, dass dieser es auf ihn abgesehen hat: „und als Willi an der Tür sich noch einmal umwandte, sah er, daß ihm nur das Auge des Konsuls mit einem kalten, raschen Aufschauen von den Karten gefolgt war...er blickte nicht auf, als Willi an den Tisch trat, … und doch spürte der Leutnant, daß der Konsul sofort sein Kommen bemerkt hatte.“ Als Willi kein Geld mehr hat, verführt ihn der Konsul, indem er ihm ständig mehr Geld borgt: „Der Konsul hatte ihm zwei weitere Tausender hingeschoben. ‚Bedienen Sie sich, Herr Leutnant‘“
Die noblen Züge des Konsuls verschwinden vollends bei der Heimfahrt, und mit gleichgültiger Kaltblütigkeit genießt der Konsul die Fahrt, während er sich ironisch freundlich mit dem unehrenhaften Leutnant unterhält. „‚Merkwürdig‘, nickte der Konsul. ‚Wenn man denkt, wie die Existenz für manche Menschen sozusagen vorgezeichnet daliegt, während andere von einem Jahr, manchmal von einem Tag zum nächsten...‘ Kopfschüttelnd hielt er inne.“ Unerbittlich hält er an der Schuld fest: „Ich gebe mich nicht zufrieden, Herr Leutnant, morgen, Dienstag mittag, letzter Termin … Oder – Anzeige an Ihr Regimentskommando...nehmen Sie die Angelegenheit nicht leicht, wenn Sie Wert darauf legen... Offizier zu bleiben...“ Fast wie ein Teufelspakt erscheint die Schuld Willis, die er mit seinem Tod einlöst.

### Kritik an den Geschlechterrollen
Leopoldine Labus möchte, dass der Leutnant erkennt, wie sehr er sie gekränkt und gedemütigt hat, als er sie vor vielen Jahren nach einer Liebesnacht bezahlt hat. Sie liebte ihn und war zwar arm, aber nicht käuflich. Jahre später führt sie ein eigenständiges Leben, ist als Geschäftsfrau erfolgreich und hat sich das Vermögen ihres Mannes überschreiben lassen, weil sie die geschicktere Ökonomin von den beiden ist. Ganz im Sinne einer späten 'Selbstheilung' lässt sie eine zweite Liebesnacht stattfinden und bezahlt nun den Mann dafür. Die 1000 Gulden, die sie ihm als Liebeslohn hinterlassen will, fasst Kassda aber fälschlicherweise als die gesamte Summe auf, die sie ihm überlassen will und meint, sie wolle ihn nicht nur demütigen, sondern ihn auch der Entehrung überlassen. Dies trifft aber nicht zu, denn zu diesem Zeitpunkt sind die 11000 Gulden bereits auf Leopoldines Veranlassung hin auf dem Weg über den Onkel zum Leutnant. Unfähig, mit dem, was er als zweifache Entehrung auffasst, umzugehen, erschießt er sich. Der Text wirft die Frage auf, weshalb Frauen mit Entehrungen, Beleidigungen und Herabsetzungen umgehen können sollten, die auch Männer nicht ertragen können. Warum sollte es für Frauen leichter hinnehmbar sein, für Sex bezahlt zu werden? Schnitzlers Plädoyer für die Gleichberechtigung auch in sexuellen Fragen war für die damalige Zeit sehr hellsichtig.

### Faszination des Spiels
Neben der zerstörerischen Macht des Geldes setzt Schnitzler der zerstörerischen Faszination des Spiels ein eindrucksvolles Denkmal. Willi, der sich vorerst noch vornimmt, vorsichtig zu spielen und „mit einem geringen Einsatz beginnen...niemals das Ganze aufs Spiel setzen...“ will, wird zunehmend sorgloser: „Sind die hundert weg, so hör‘ ich auf, unbedingt, schwor er sich zu. Aber er glaubte selbst nicht daran.“, bis er schließlich keine Kontrolle mehr über sich hat: „Wenn man jetzt aufhörte, so konnte ihm nichts mehr geschehen, und das war gut. Zugleich aber spürte er eine unbändige, eine wahrhaft höllische Lust, weiterzuspielen...“ Am Ende spielt er wie in Trance und sieht sich selbst spielen: „War er das selbst, der sprach? Seine Worte? Seine Stimme?“ (S. 350*) Erst als das Spiel vorüber ist, kommt er wieder zu sich und erkennt später, „daß man den Kopf verloren, ja, daß man eine Viertelstunde geradezu unzurechnungsfähig gewesen war“.

## Ausgaben

### Erstdruck
- Arthur Schnitzler: Spiel im Morgengrauen. In: Berliner Illustrirte Zeitung, Jg. 35,  Nr. 49 (5. Dezember 1926), Nr. 50, Nr. 51, Nr. 52; Jg. 36, Nr. 1, Nr. 2 (9. Jänner 1927). (5 Teile)

### Erstausgabe
- Arthur Schnitzler: Spiel im Morgengrauen. Novelle. Berlin: S. Fischer Verlag 1927. Druck von C. G. Röder G.m.b.H., Leipzig. Einbandentwurf von Hans Meid. 1.–25. Auflage

### Weitere Ausgaben
- Arthur Schnitzler: Spiel im Morgengrauen. Hrsg. von Barbara Neymeyr. Reclam, Stuttgart 2006. 2. Aufl. 2017 ISBN 978-3-15-018428-8. Nachwort: S. 113–134.
- Arthur Schnitzler: Spiel im Morgengrauen. Novelle. Dtv, München 2011, ISBN 978-3-423-02686-4 (unveränderter Nachdr. d. EA S. Fischer Verlag, Berlin 1927).
- Arthur Schnitzler: Spiel im Morgengrauen. Manesse-Verlag, Zürich 2002, ISBN 3-7175-4024-6.
- Arthur Schnitzler: Spiel im Morgengrauen. In: Ders.: Meistererzählungen. Fischer Taschenbuch-Verlag, Frankfurt/M. 2003, S. 321–412, ISBN 3-596-15918-0.
- Arthur Schnitzler: Spiel im Morgengrauen. In: Ders.: Traumnovelle und andere Erzählungen. Fischer Taschenbuch-Verlag, Frankfurt/M. 2008, S. 220–309, ISBN 978-3-596-90088-6.

## Forschungsliteratur
- Klaus Laermann: Spiel im Morgengrauen. In: Giuseppe Farese (Hrsg.): Akten des Internationalen Symposiums „Arthur Schnitzler und seine Zeit“. Lang, Bern 1985, ISBN 3-261-03525-0, S. 182–200.
- Barbara Neymeyr: Aporien der Hasard-Leidenschaft im kulturanthropologischen Kontext. Die Inszenierungen des Glücksspiels in Stefan Zweigs „Vierundzwanzig Stunden aus dem Leben einer Frau“ und in Arthur Schnitzlers „Spiel im Morgengrauen“. In: Louis Gerrekens und Achim Küpper (Hrsg.): Hasard. Der Spieler in der deutschsprachigen Literaturgeschichte. Königshausen & Neumann, Würzburg 2012, ISBN 978-3-8260-4582-0, S. 141–168.
- Horst Thomé: Autonomes Ich und „Inneres Ausland“. Studien über Realismus, Tiefenpsychologie und Psychiatrie in deutschen Erzähltexten (1848–1914). Niemeyer, Tübingen 1993, ISBN 3-484-15070-X, S. 672–693.

## Ergänzungen
Das Spiel wird zwar einmal als Bakkarat namentlich genannt, nach den in der Novelle enthaltenen Hinweisen handelt es sich jedoch um ein dem Baccara ähnliches Spiel namens Macao.

## Verfilmungen
- Bereits 1931 entstand in Hollywood eine Verfilmung unter der Regie von Jacques Feyder mit dem Titel Daybreak, die Hauptrolle spielte Ramón Novarro.
- 1974 wurde die Novelle unter dem Titel La dernière carte von Marcel Cravenne für das französische Fernsehen verfilmt. Die beiden Hauptrollen spielten Niels Arestrup und Danièle Lebrun.
- Die Novelle wurde 2001 von Götz Spielmann unter anderen mit Fritz Karl, Birgit Minichmayr und Karlheinz Hackl für das Fernsehen verfilmt.

## Belege
1. ↑  Nach Käte Hamburger verschwimmen die Grenzen zwischen beiden Formen: Die „Erlebte Rede“ sei die „Wiedergabe des unformulierten Bewußtseinsstromes in der dritten Person“. Zitiert nach: Ivo Braak: Poetik in Stichworten. S. 245.
2. ↑  Patrut, Iulia-Karin: Geld, Sex und 'Freiheit' in Arthur Schnitzlers Spiel im Morgengrauen. In: Der Deutschunterricht (DU). Band 66, Nr. 6, 2004, S. 37–45.